# Lesotho ai Giochi della XXVIII Olimpiade
Il Lesotho partecipò ai Giochi della XXVIII Olimpiade, svoltisi ad Atene, Grecia, dal 13 al 29 agosto 2004, con una delegazione di 3 atleti impegnati in due discipline.

## Risultati

### Atletica leggera
| Q | Qualificato al turno successivo per la Classifica in qualificazione                                                          |
| q | Qualificato per il turno successivo per ripescaggio o, negli eventi su campo, conquistando la misura minima per qualificarsi |

Maschile
Eventi su pista e strada
| Atleta             | Evento   | Tempo    | Classifica |
| ------------------ | -------- | -------- | ---------- |
| Mpesela Ntlot Soeu | Maratona | 2h30'19" | 70º        |

Femminile
Eventi su pista e strada
| Atleta           | Evento   | Tempo    | Classifica |
| ---------------- | -------- | -------- | ---------- |
| Mamokete Lechela | Maratona | 3h11'56" | 64ª        |

### Taekwondo
Femminile
| Atleta          | Evento | Ottavi               | Quarti               | Semifinali           | Ripescaggio 1        | Ripescaggio 2        | Finale / FB          | Pos.            |
| Atleta          | Evento | Avversaria Punteggio | Avversaria Punteggio | Avversaria Punteggio | Avversaria Punteggio | Avversaria Punteggio | Avversaria Punteggio | Pos.            |
| --------------- | ------ | -------------------- | -------------------- | -------------------- | -------------------- | -------------------- | -------------------- | --------------- |
| Lineo Mochesane | −49 kg | Lukic P 0–4          | non qualificata      | non qualificata      | non qualificata      | non qualificata      | non qualificata      | non qualificata |